# Joe Vogel
Joseph Vogel, detto Joe (North Platte, 15 settembre 1973), è un ex cestista statunitense naturalizzato libanese.

## Carriera
È stato selezionato dai Seattle SuperSonics al secondo giro del Draft NBA 1996 (45ª scelta assoluta).
Con il Libano ha disputato due edizioni dei Campionati mondiali (2002, 2006) e quattro dei Campionati asiatici (2001, 2003, 2005, 2007).